# Рајан Синклер
Рајан Синклер (енгл. Ryan Sinclair) измишљени је лик који је створио Крис Чибнал, а тумачио Тосин Кол у британској научнофантастичној телевизијској серији Доктор Ху. Први пут се појавио у премијерној епизоди 11. серијала. Рајан је био сапутник Тринаесте Докторке (Џоди Витакер) до новогодишњег специјала „Револуција Далека” 2021. године.

## Појављивања

### Телевизија
Рајан Синклер се први пут појавио на почетку једанаестог серијала у епизоди „Жена која је пала на Земљу”.
Рајан је 19-годишњак који живи у Шефилду у Енглеској и који се школује за инжењера електротехнике док ради на пола радног времена као складишни радник. Одгајала га је његова бака са очеве стране Грејс О’Брајен која се недавно удала за свог новог супруга Грејама О’Брајена. Грејс је радила као медицинска сестра и упознала је Грејама док је био на хемотерапији за рак, отприлике три године пре него што су упознали Докторку. Рајан и Јасмин Кан били су заједно у основној школи, иако се у то време нису ближе познавали.
Рајан има диспраксију, разлику у координацији која утиче на његове моторичке способности. Иако су његови симптоми местимично благи и добро функционишу, то утиче на његов осећај равнотеже до те мере да му је задатак попут вожње бицикла изузетно тежак.
Његов отац Арон, инжењер поморске електронике, појавио се у новогодишњем специјалу 2019. године. Арон је био одсутан већи део Рајановог живота, од смрти његове мајке, а такође није био ни на Грејсиној сахрани.

### Други медији
У септембру 2018. објављена су три романа повезана са 11. серијалом, у којима се појављује и Рајан Синклер – Добра Докторка, Отопљено срце и Борбене чаролије. Рајан је приказан на насловној страни Отопљеног срца.

## Кастинг и развој
Дана 22. октобра 2017. објављено је да је Кол добио улогу сапутника у једанаестом серијалу Доктора Хуа и да ће се појавити заједно са Џоди Витакер 2018. године.
Дана 26. септембра 2018. након премијере епизоде „Жена која је пала на Земљу”, штампа је званично открила чињеницу да ће Рајан имати диспраксију. Шоуранер Крис Чибнал је објаснио: „То је местимично уобичајена појава међу децом, па мислим да је важно видети да јунаци долазе у свим облицима и величинама”. Предузета су значајна истраживања са Фондацијом за диспраксију како би се осигурао тачан приказ овог стања.
Кол је напустио улогу у након специјала „Револуција Далека” 2021. године.